# 카야 FC 일로일로
카야 풋볼 클럽 일로일로(영어: Kaya Futbol Club–Iloilo)은 일로일로를 연고지로 하는 필리핀의 프로 축구 클럽이다. 1996년에 창단 하였고 현재 필리핀 풋볼 리그에 참여 중이다.
카야는 2016년까지 유나이티드 풋볼리그 디비전 1에 참가 하였고 2017년에는 마카티를 연고지로 하였다.

## 수상
리그
- 필리핀 풋볼 리그
  - 준우승 (3): 2018, 2019, 2020
- 유나이티드 풋볼리그 디비전 1
  - 준우승 (2): 2010, 2012

컵
- 코파 파울리노 알칸타라
  - 우승 (2): 2018, 2021
  - 준우승 (1): 2019
- UFL 컵
  - 우승: 2015
- UFL FA컵
  - 준우승: 2014
- PFF 내셔널 클럽 챔피언십
  - 3위 (1): 2013

## 선수 명단

### 현역
- 조빈 베딕(2013 ~ )
- 저스틴 바스(2023 ~ )
- 이도경
- 반디우구 코나테
- 로버트 로페즈 멘디(2016 ~ 2018, 2022 ~ )
- 사이토 아키토(2023 ~ )
- 칼라일 미첼(2020 ~ )

## 역대 감독
| 감독      | 임기   |
| --------- | ------ |
| 호시데 유 | 2020 ~ |